# Lâm Phóng
Lâm Phóng (tiếng Trung: 林放; Wade–Giles: Lin Fang), tự Tử Khâu (子邱), người nước Lỗ, quê ở đất Thanh Hà (nay thuộc Sơn Đông), là một trong thất thập nhị hiền của Nho giáo.

## Cuộc đời
Lâm Phóng là học trò của Khổng Khâu, từng hướng Khổng Tử hỏi về cái căn bản của "lễ" (禮之本; Lễ chi bản). Lâm Phóng xuất sĩ nước Tề, làm đại phu đất Lăng.
Khi Quý thị muốn đi hiến tế Thái Sơn thần, Khổng Tử cho rằng đây là hành động tiếm việt (vượt quá giới hạn của lễ pháp), than với Nhiễm Hữu rằng: Lâm Phóng còn hiểu lễ pháp, chẳng lẽ thần núi Thái lại không hiểu lễ pháp và tiếp thu tế bái của Quý thị?

## Mộ địa
Mộ Lâm Phóng mộ nay thuộc Lâm gia thôn, trấn Tiểu Tuyết, thành phố cấp huyện Khúc Phụ, địa cấp thị Tế Ninh, tỉnh Sơn Đông, là di tích lịch sử cần được bảo hộ cấp tỉnh.